# T-54/55
I T-54 e T-55 sono una serie di carri armati da combattimento, la prima realizzata dall'Unione Sovietica dopo la seconda guerra mondiale. Con un numero di esemplari stimato tra i 50 000 ed i 100 000, i T-54/55 sono i carri armati più prodotti della storia.
Spina dorsale delle forze corazzate sovietiche durante la prima parte della guerra fredda, i T-54/55 sono stati utilizzati da almeno 50 paesi ed hanno preso parte ad innumerevoli guerre durante la seconda metà del ventesimo secolo. Ad oltre sessant'anni dalla loro introduzione, i T-54/55 restano in servizio in decine di forze armate.
Dotato di un cannone da 100 mm, corazze da 100–200 mm ben inclinate, motore diesel da 520 hp, esso era un veicolo molto economico e semplice, pesante 35 tonnellate, ha avuto ugualmente grandissima diffusione anche nei modelli migliorati T-55/59/69 restando in produzione per decenni. I suoi ultimi aggiornamenti hanno previsto persino missili AT-10 anticarro a guida laser e corazze reattive, mentre altri sono diventati trasporti truppe pesanti. Oltre 50 000 gli esemplari prodotti.

## T-54 originale
il T-54 è stato una "linea guida" per i progettisti per oltre 40 anni: corazza frontale molto inclinata, torretta dalle linee arrotondate per favorire il rimbalzo dei proiettili ad energia cinetica, basso (se paragonato ai veicoli della NATO) e sfuggente, il più piccolo possibile per offrire il minimo bersaglio possibile. Per controbilanciare gli spazi angusti del veicolo, i carristi sono scelti necessariamente tra persone di statura contenuta.
Il T-54 venne progettato dal Morozov Design Bureau di Char'kov, mentre la produzione principale venne attivata nei grandi stabilimenti industriali dell'Uralvagonzavod a Nižnij Tagil, negli Urali, della KhPZ ("Fabbrica di motori N. 75") di Char'kov, nell'Ucraina sovietica, e della Fabbrica N° 174 a Omsk in Siberia, mentre il cannone venne prodotto nelle Officine Motovilicha di Perm' e nella Fabbrica Nº 9 di Sverdlovsk. Il motore Diesel era costruito dalla ČTZ a Čeljabinsk.

## Differenze tra T-54 e T-55
Il T-55 è una evoluzione e miglioramento del T-54.
La nuova versione fu sviluppata principalmente per dotare i MBT sovietici di protezione NBC più efficiente di quella, rudimentale, implementata sul T-54. Fu così adottato il sistema PAZ (Protivoatomnaya Zashchita) nel 1956.
Il T-55 fu equipaggiato con il motore V-55 a 12 cilindri da 38,88 litri a ciclo Diesel, che sviluppa 581 hp (433 kW). Venne inoltre eliminato il serbatoio dell'aria compressa, reso superfluo dal nuovo avviamento elettrico del motore. Il numero di munizioni per l'armamento principale fu portato da 34 a 45. Un'altra differenza, immediatamente visibile, tra i due veicoli è l'adozione nel T-55 di un estrattore di fumi sul cannone e il conseguente abbandono della ventola "a fungo" sul cielo della torretta, che caratterizzava il T-54.

## Qualità e quantità

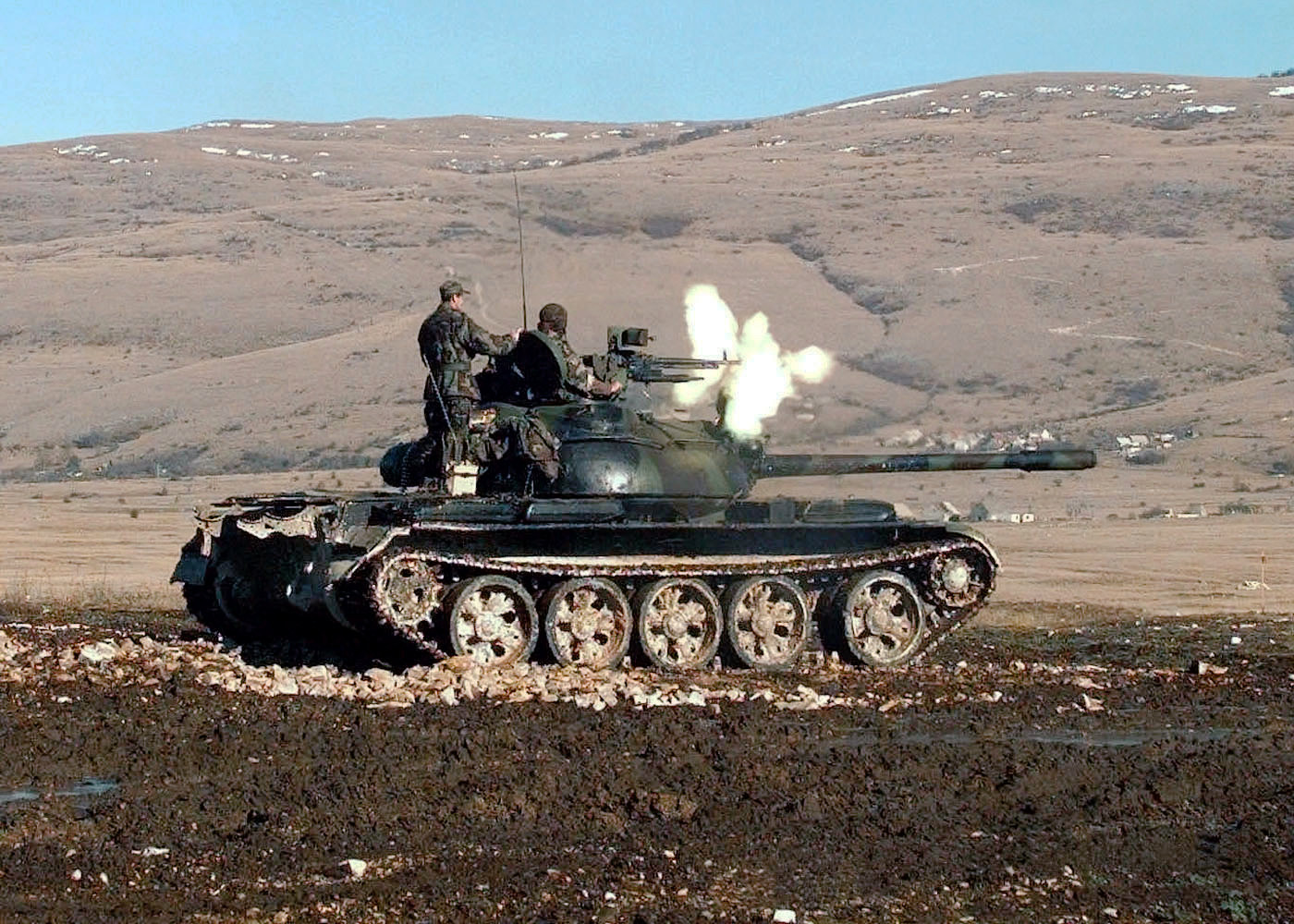
La mitragliatrice da 12,7 mm in azione durante un esercitazione

I modelli T-34, benché meno evoluti rispetto agli ultimi modelli di panzer tedeschi, si aprirono la strada fino a Berlino, alla fine della seconda guerra mondiale, grazie alla migliore mobilità, protezione e disponibilità. Questo convinse i vertici sovietici che sarebbe stato meglio avere un vasto numero di mezzi economici, facili da produrre e da schierare piuttosto che mezzi tecnologicamente avanzati. Inoltre, le industrie sovietiche pesanti a quell'epoca avevano un grosso potenziale produttivo ma non disponevano di tecnologie all'avanguardia. Si decise quindi di puntare sulla quantità dei mezzi piuttosto che sulla loro qualità. Negli anni della guerra fredda, lo sterminato numero di mezzi corazzati sovietici contribuì in modo decisivo a far sì che i paesi NATO sospettassero di una possibile invasione dell'Europa Occidentale, anche perché era difficile, da parte delle gerarchie comuniste, sostenere che decine di migliaia di carri armati fossero unicamente dedicati alla difesa.
Mentre erano in grado di affrontare le controparti occidentali della stessa epoca, dalla seconda metà degli anni '80 questi carri si rivelarono ormai inadeguati per una guerra moderna perché le loro corazze potevano essere perforate da qualsiasi arma che utilizzasse munizioni APFSDS o HEAT (quest'ultima minaccia in parte mitigata dall'introduzione di ERA). A questo si aggiunse il fatto che il cannone da 100 mm non poteva competere con mezzi quali l'M1 Abrams, il Challenger, l'Ariete, il Leclerc, il Leopard 1 o il Merkava. Ciò non impedì però, che pur essendo ormai totalmente obsoleti, i T-55 e gli ancor più vecchi T-34 siano stati esportati con successo in tutto il continente africano, dove prestano ancora oggi egregiamente servizio in situazioni di conflitti a bassa tecnologia ed in situazioni di guerriglia, in quanto gli avversari sono sostanzialmente dotati di armi di fanteria e pochi o nessun mezzo anticarro.
Nel corso del 2006 il T-55 è stato anche impiegato dalle forze armate etiopi durante la guerra in Somalia.

## Corazza

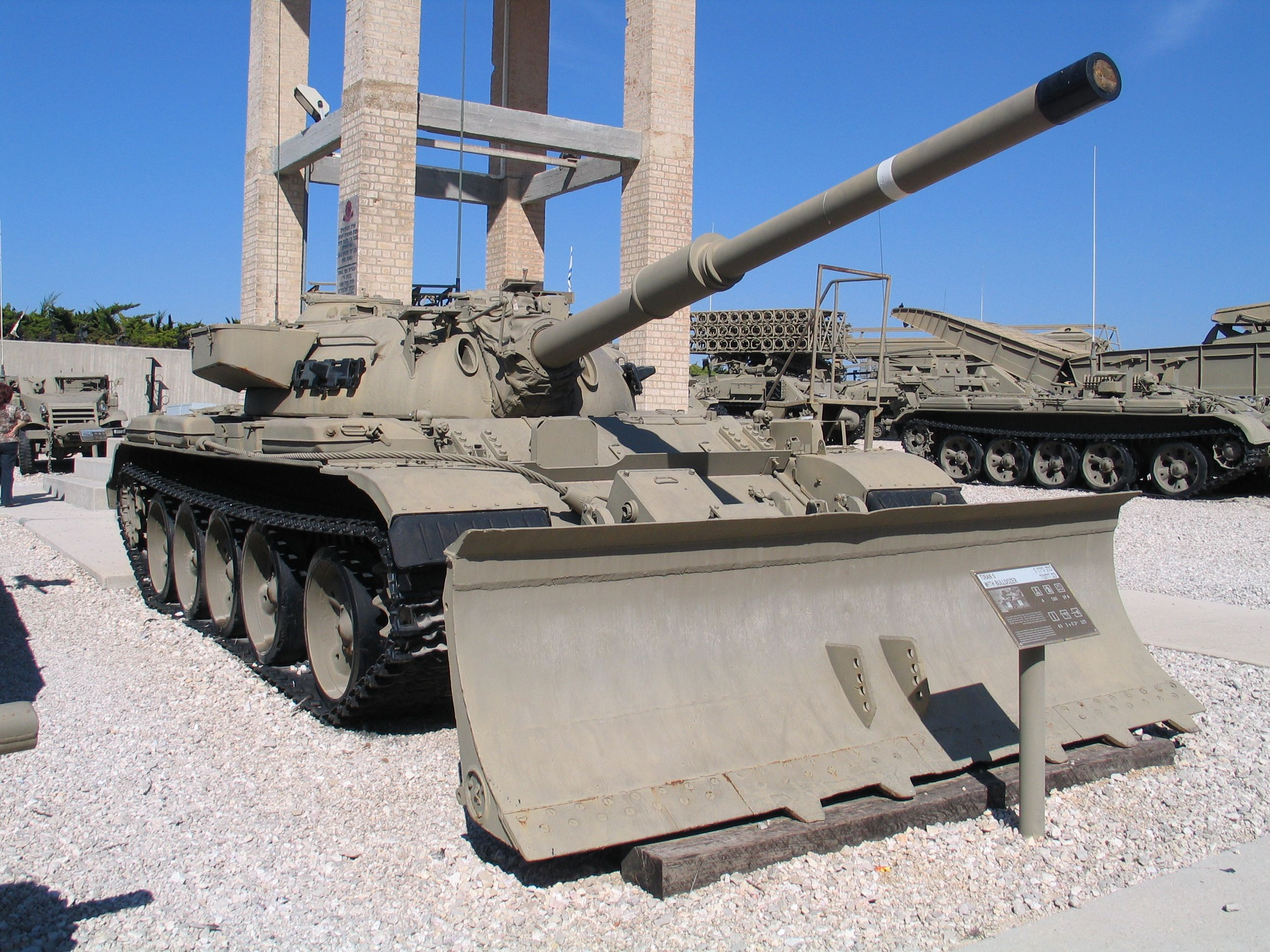
Un carro Tiran-5 israeliano, vale a dire un T-55 con cannone da 105mm occidentale e altre migliorie.

La protezione dei primi T-54/55 per quanto riguardava lo scafo era garantita da piastre di acciaio saldate con uno spessore massimo frontale di 100 mm, mentre la torretta del mezzo veniva realizzata in acciaio fuso dello spessore massimo di 203 mm. Se questi spessori potevano andare bene per l'epoca di costruzione del mezzo, quando i carri occidentali allora esistenti (M46/47/48 Patton, AMX-13 e le prime versioni del Centurion) disponevano di cannoni di un calibro compreso tra i 75 e i 90 mm, ben presto la corazza dei T-55 si rivelò insufficiente. Con i diversi programmi di modernizzazione avviati delle varie nazioni nel corso degli anni si sono dovute aggiungere corazza spaziate e reattive per aumentare la protezione contro i penetratori cinetici e contro le cariche cave (come la versione T-55 Enigma irachena o quella sovietica T-55AM2). Ciò nonostante i risultati ottenuti rimasero modesti, dal momento che nonostante i mezzi fossero stati dotati delle nuove protezioni, i carri potevano ancora essere perforati da lanciarazzi portatili o Missili anticarro.
Con l'introduzione del cannone britannico L7 da 105 mm, sviluppato proprio per penetrare la protezione dei T-55, questa occorrenza fu messa ulteriormente in risalto. Di conseguenza un T-54 o T-55 non poteva assolutamente reggere un colpo da 105 mm HEAT o un APFSDS (tranne in rari casi), come si è potuto vedere nei successivi conflitti Arabo-Israeliani, dove anche dei vecchi Sherman modernizzati con cannone francese da 105 mm poterono avere la meglio sui T-55 arabi.
Nonostante gli sforzi fatti in passato per colmare la carenza di una corazza idonea, oggi la situazione non è cambiata di molto. Nonostante tanti eserciti continuino ad utilizzare il T-55 in migliaia di esemplari (Iran, Siria, Iraq) in versioni modernizzate e dotati di corazze reattive, nuovi sistemi di mira e motori potenziati, la corazza del T-55 potrebbe reggere frontalmente al massimo proiettili di calibro inferiore ai 75 mm privi di proiettili-dardo, fornendo un livello di protezione relativamente scarso se paragonato con quello di mezzi di ultima generazione.

## Utilizzatori

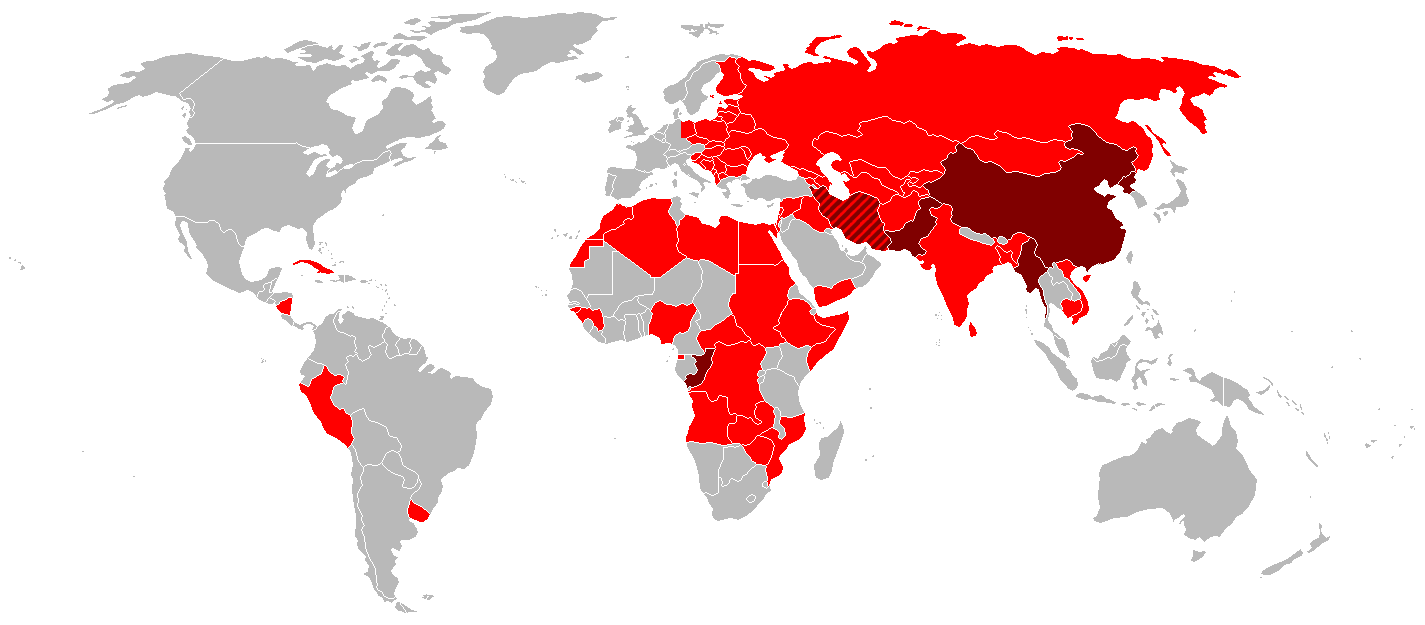
Utilizzatori nel mondo (in rosso scuro il derivato Tipo 59)

Il T-54 ed il suo successore T-55 hanno costituito l'ossatura delle forze del Patto di Varsavia per tutto il periodo della guerra fredda, ancorché appoggiato da carri più moderni come il T-62, il T-64 ed il T-72.
È stato inoltre fornito a tutti i paesi che subivano l'influenza sovietica: Vicino oriente, Medio oriente e paesi Africani, India ed è stato prodotto su licenza in Pakistan, che lo utilizzò nelle varie guerre indo-pakistane durante le quali l'India schierava il modello T-55.
Un numero notevole di unità di questo carro armato furono fornite ai vari paesi di nazionalità araba, primo tra tutti l'Egitto, che impiegò questo carro armato sia nella guerra dei sei giorni che nella guerra del Kippur 6 anni più tardi. A seguito della guerra arabo-israeliana del 1967 circa 300 T-54/55 arabi furono catturati da Israele: riparati, ricondizionati e soprattutto dotati di un cannone da 105 mm (calibro standard NATO), hanno poi servito nell'esercito israeliano fino alla loro radiazione dal servizio attivo, quando vennero sostituiti da veicoli più moderni.
Cecoslovacchia e Polonia hanno prodotto dei "kit" per modificare i T-55 e migliorare le loro prestazioni meccaniche arrivando perfino ad installare motori di produzione nazionale, in quanto quelli originali avevano dato pessime prove di funzionamento ed affidabilità.
In Cina venne prodotto il Tipo 59, una copia che diede vita ad una lunga serie di carri.
Il carro armato successore, il T-62, aveva costi di produzione tripli rispetto al T-55, pur non valendo il triplo dal punto di vista prestazionale. A causa di ciò, negli anni 1980 è ripresa la produzione del più economico T-55 che, dotato di nuova elettronica (telemetro laser) e nuovi proiettili sottocalibrati, può ancora ingaggiare con successo veicoli corazzati nemici della stessa generazione o della successiva.

## Modifiche
La semplicità del carro, il suo basso costo, e la limitata tecnologia necessaria hanno permesso, soprattutto in Africa, il riutilizzo, la modifica e l'adattamento di parecchi scafi che sono stati adattati a particolari esigenze. Questi veicoli, veri e propri pezzi unici artigianali, sono stati realizzati per adattarsi alle esigenze locali quali piattaforme con mitragliatrici a tiro rapido antiaereo/antifanteria, sistemi di sminamento, ecc.

## T-55AM
Nel 1984, in Cecoslovacchia, cominciò la produzione di questa versione migliorata del T-55, che poteva essere paragonata agli M60A3.Le modifiche includono:
- Ricorso ad un sistema di controllo del fuoco di concezione nazionale, denominata Kladivo, con laser montato in una piccola struttura corazzata esattamente sopra la canna, con sistema computerizzato per la condotta del tiro, sensore meteorologico sulla parte posteriore della torretta su di un'asta ribaltabile, abbinato ad un sensore laser che avvisa l'equipaggio quando il mezzo è inquadrato da un illuminatore laser.
- Una grembiulatura a protezione della parte superiore del treno di rotolamento, per limitare anche l'innalzamento della polvere.
- Una protezione spaziata sulla parte frontale della cupola e altre protezioni aggiuntive.
- Mortai lanciafumogeni.
- Un motore diesel a 12 cilindri, migliorato e potenziato, ma con una trasmissione manuale.

## Ramses II
Il Ramses II è un aggiornamento del T-55 realizzato in Egitto. Il programma di ammodernamento di questi carri cominciò nel 1984 e fu affidato alla statunitense Teledyne Continental Motors. La parte posteriore dello scafo è stata modificata per accogliere un nuovo propulsore TCM AVDS-1790 da 900HP, che ha l'80% di parti in comune con il propulsore degli M-60 in forza all'esercito egiziano, cambiando anche la trasmissione. È stato montato un telemetro laser della belga SABCA che ha fornito anche le nuove centraline di tiro, correlate a vari tipi di sensori e con un sistema d'intensificazione di luminescenza, a cui si aggiunge un proiettore infrarosso identico a quello degli M-60. Il pezzo da 100 mm DT-10 sovietico è stato sostituito con un M-68, la versione su licenza del classico Vickers L7 da 105/51 mm, migliorando notevolmente le prestazioni complessive, in modo simile a quanto hanno fatto gli israeliani con i loro T-54/55 catturati. Attualmente sono in servizio 250-300 Ramses II mentre restano in servizio altri 800 T-54/55 con modifiche minori.

## TR-580, TR-85 e TR-800
La Romania, pur appartenendo al Patto di Varsavia, diversificò la sua produzione militare, nel tentativo di conquistare fette di mercato. Nei primi anni settanta iniziarono contatti con ditte tedesco-occidentali, allo scopo di realizzare un programma per modernizzare la flotta dei T-55, fra l'altro già modificati con uno scafo allungato, nuove sospensioni, propulsore, cambio e altre modifiche. Nel 1977 apparve il nuovo MBT, con la denominazione di TR-580, ma, a quel tempo, fu indicato in occidente anche come TR-77, M-77 oppure M1977.L'aspetto esterno, rispetto al T-55, si caratterizza per uno scafo più lungo, onde poter ospitare un più potente motore diesel da 600HP con cambio manuale. Le ruote portanti sono sei in luogo di cinque e le fiancate del treno di rotolamento sono protette da piastre laterali. La massa del carro era praticamente immutata, raggiungendo le 38,3t. Alcuni dei TR-580 furono venduti all'Egitto e all'Iraq, ma si palesarono subito delle insufficienze nelle lavorazioni adottate, tanto che diversi mezzi furono rispediti in Romania. Nel 1978 apparve il TR-85, che si caratterizza rispetto al TR-580, con cui ha moltissimi punti di contatto, per la presenza di un cannone cinese da 100 mm rigato, con manicotto antidistorsione, un telemetro laser prodotto su licenza localmente, posto sullo scudo del cannone, collegato a una direzione di tiro digitale. Anche la torretta è di tipo completamente nuovo e il propulsore è un diesel tedesco da 620HP, più affidabile del predecessore. Le prestazioni in fatto di locomozione peggiorarono, in quanto il peso salì ad oltre 43t. La Romania, successivamente, propose un pacchetto di modernizzazione per i vecchi T-55A, offerto solo per l'esportazione, anche sotto forma di kit da montare nel proprio paese per la procedura di modernizzazione. Questa scelta venne fatta solo dall'Iraq, che stava cercando di aggiornare a buon prezzo il proprio parco di T-55, che stava allora utilizzando contro l'Iran, e sviluppare delle capacità produttive in fatto di carri armati. Il TR-800, infine, è un TR-580 con alcune modifiche e aggiornamenti.

## T-55AGM

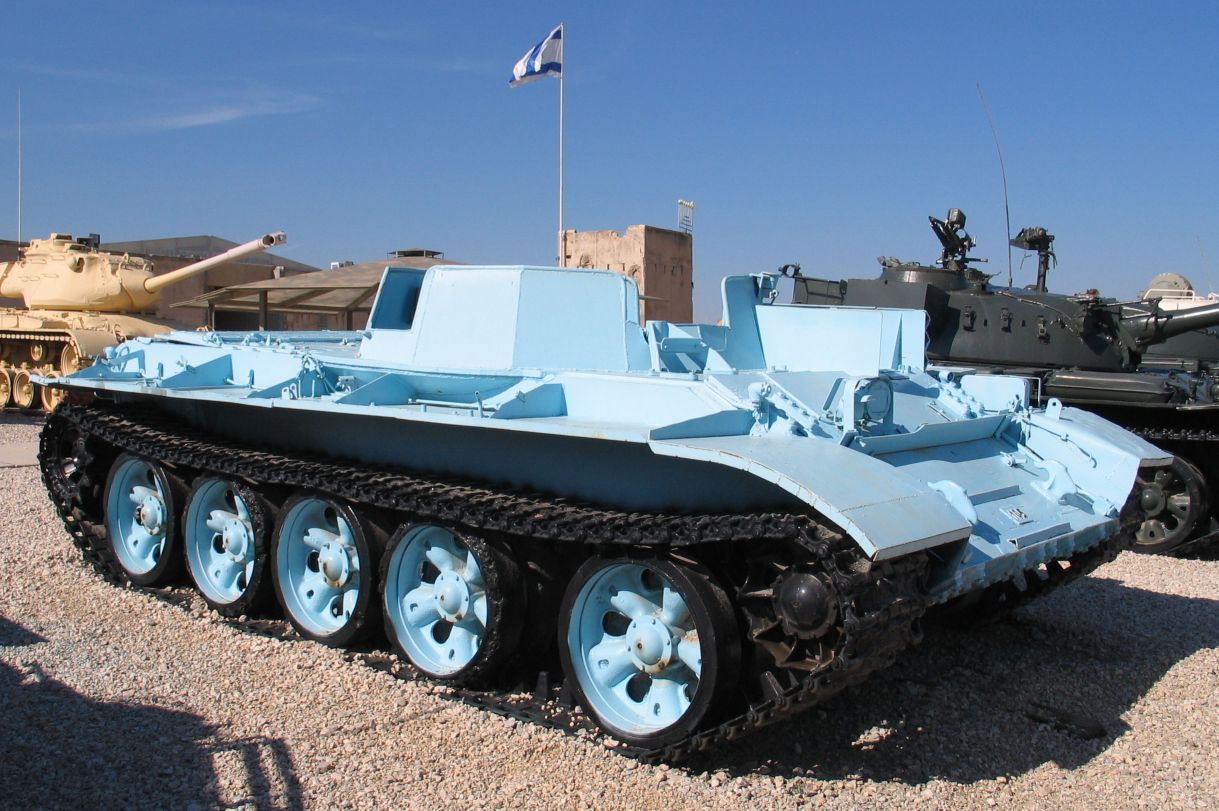
Veicolo trasporto truppe basato su scafo T-54, usato dall'Esercito del Libano del Sud

Sicuramente la versione ammodernata più riuscita, il T-55AGM è stato sviluppato dalla compagnia ucraina Morozov e non potrebbe essere definita proprio un aggiornamento del T-54/55, ma un carro completamente nuovo. Questa versione porta i T-54/55 allo standard T-80 e questa modifica si può applicare anche sui carri T-59 cinese e T-62 sovietico. Il carro è dotato del motore da 850 hp 5TDFM.
Per quanto riguarda la protezione, è dotato di corazza reattiva integrata e a petali sulla torretta, sistema di contromisure, un nuovo impianto antincendio, caricatore automatico con 18 colpi di pronto impiego e mitragliatrice AA utilizzabile dall'interno. 
Gli acquirenti del carro possono decidere se montare un classico 125 mm KBM1 oppure un 120 mm KBM2, entrambi a canna liscia. Può lanciare anche missili controcarro, capace di distruggere carri fino alla distanza di 3 km con munizioni cinetiche o HEAT e 5 km con i missili. L'armamento secondario si compone in due mitragliatrici una da 12,7 mm (cupola) e l'altra da 7,62 mm (coassiale al cannone).